# Доз (округ, Небраска)
Шаблон:StateAbbr_ 42°43′ пн. ш. 103°08′ зх. д. / 42.71° пн. ш. 103.14° зх. д.
Округ Доз (англ. Dawes County) — округ (графство) у штаті Небраска, США. Ідентифікатор округу 31045.

## Історія
Округ утворений 1885 року.

## Демографія
За даними перепису 
2000 року 
загальне населення округу становило 9060 осіб, зокрема міського населення було 5473, а сільського — 3587.
Серед мешканців округу чоловіків було 4429, а жінок — 4631. В окрузі було 3512 домогосподарства, 2085 родин, які мешкали в 4004 будинках.
Середній розмір родини становив 2,87.
Віковий розподіл населення поданий у таблиці:
| Стать    | До 15 років | 15-21 | 22-29 | 30-39 | 40-49 | 50-65 | 65-85 | Понад 85 |
| -------- | ----------- | ----- | ----- | ----- | ----- | ----- | ----- | -------- |
| Чоловіки | 768         | 940   | 575   | 415   | 548   | 643   | 483   | 57       |
| Жінки    | 697         | 982   | 522   | 435   | 566   | 627   | 652   | 150      |

## Суміжні округи
- Оглала-Лакота, Південна Дакота — північний схід
- Шерідан — схід
- Бокс-Б'ютт — південь
- Сіу — захід
- Фолл-Ривер, Південна Дакота - північний захід

## Виноски
1. ↑  US Decennial Census. US Census Bureau. Архів оригіналу за 26 квітня 2015. Процитовано 6 грудня 2014.
2. ↑  Historical Census Browser. University of Virginia Library. Архів оригіналу за 1 вересня 2019. Процитовано 6 грудня 2014.
3. ↑  Population of Counties by Decennial Census: 1900 to 1990. US Census Bureau. Архів оригіналу за 27 квітня 2015. Процитовано 6 грудня 2014.
4. ↑  Census 2000 PHC-T-4. Ranking Tables for Counties: 1990 and 2000 (PDF). US Census Bureau. Архів оригіналу (PDF) за 6 вересня 2019. Процитовано 6 грудня 2014.
5. ↑  State & County QuickFacts. US Census Bureau. Архів оригіналу за 7 червня 2011. Процитовано 19 вересня 2013.(англ.) Наведено за англійською вікіпедією.
6. ↑  American FactFinder. Бюро перепису населення США. Архів оригіналу за 21 травня 2008. Процитовано 31 січня 2008.

| США | Це незавершена стаття з географії США. Ви можете допомогти проєкту, виправивши або дописавши її. |